# Paradise and Lunch
Paradise and Lunch är den amerikanske musiken Ry Cooders fjärde album, utgivet 1974. På albumet blandas jazz, blues och rootsmusik och det anses av många höra till Cooders främsta verk. Albumets sista spår,"Ditty Wah Ditty", är en duett med jazzpianisten Earl "Fatha" Hines.

## Låtlista
1. "Tamp 'Em up Solid" (Trad.) - 3:19
2. "Tattler" (Ry Cooder/Washington Phillips/Russ Titelman) - 4:14
3. "A Married Man's a Fool" (Blind Willie McTell) - 3:10
4. "Jesus on the Mainline" (Trad.) - 4:09
5. "It's All over Now" (Bobby Womack/Shirley Womack) - 4:49
6. "Fool for a Cigarette/Feelin' Good" (Sidney Bailey/J. B. Lenoir/Jim Dickinson) - 4:25
7. "If Walls Could Talk" (Bobby Miller) - 3:12
8. "Mexican Divorce" (Burt Bacharach/Bob Hilliard) - 3:51
9. "Ditty Wah Ditty" (Arthur Blake) - 5:42